# Campanula mardinensis
Campanula mardinensis là loài thực vật có hoa trong họ Hoa chuông. Loài này được Bornm. & Sint. mô tả khoa học đầu tiên năm 1905.